# (200192) 1999 RT119
(200192) 1999 RT119 es un asteroide perteneciente al cinturón de asteroides, descubierto el 9 de septiembre de 1999 por el equipo del Lincoln Near-Earth Asteroid Research desde el Laboratorio Lincoln, Socorro, Nuevo México.

## Designación y nombre
Designado provisionalmente como 1999 RT119.

## Características orbitales
1999 RT119 está situado a una distancia media del Sol de 2,600 ua, pudiendo alejarse hasta 3,157 ua y acercarse hasta 2,043 ua. Su excentricidad es 0,214 y la inclinación orbital 5,295 grados. Emplea 1531,81 días en completar una órbita alrededor del Sol.

## Características físicas
La magnitud absoluta de 1999 RT119 es 16.